# Àcid cerebrònic
L'àcid cerebrònic, de nom sistemàtic àcid 2-hidroxitetracosanoic, és un àcid carboxílic de cadena lineal amb vint-i-quatre àtoms de carboni amb un grup hidroxil {\displaystyle {\ce {-OH}}} al carboni 2, la qual fórmula molecular és {\displaystyle {\ce {C24H48O3}}}. En bioquímica és considerat un àcid gras.

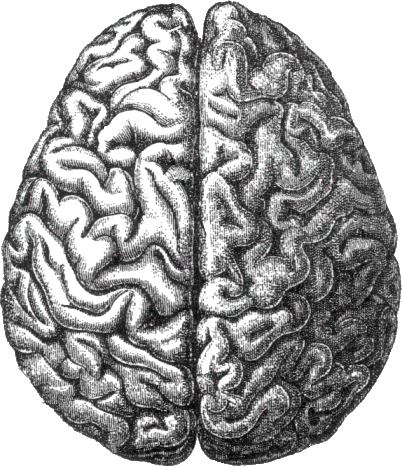
Dibuix d'un cervell humà

A temperatura ambient és un sòlid amb punt de fusió 99,5 °C per a l'isòmer dextro i 100,5 °C pel levo. Fou aïllat dels lípids del cervell per primer cop el 1901 per Johann L.W. Thudichum que li donà el nom d'àcid neuroesteàric. H. Thierfelder el 1904 descobrí que tenia un grup hidroxil al carboni α o número 2 i que era un àcid de 15 carbonis, i fou qui li donà el nom d'àcid cerebrònic perquè s'aïlla dels cerebròsids. I finalment E. Klenk li assignà l'estructura correcta el 1928.
L'àcid cerebrònic és un component dels cerebròsids, importants components del múscul i de la membrana cel·lular nerviosa, molècules del sistema nerviós central i perifèric, que pertanyen a la beina de mielina dels nervis. Es forma per hidroxilació de l'àcid lignocèric en el cervell. S'ha aïllat també del blat, del blat de moro, líquens i d'esponges. L'isòmer R s'ha aïllat dels fongs Polyporus umbellatus i d'Aspergillus flavus.